# Holy Island (civil parish)
Holy Island är ett annat namn på ön Lindisfarne och även namnet på den civil parish som omfattar ön. Den ligger i grevskapet Northumberland i England i Storbritannien.